# Putimov
Putimov (deutsch Putimow) ist eine Gemeinde in Tschechien. Sie liegt vier Kilometer südöstlich von Pelhřimov und gehört zum Okres Pelhřimov.

## Geographie
Putimov befindet sich westlich des Křemešník in der Böhmisch-Mährischen Höhe auf dem gleichnamigen Hügel Putimov (633 m).
Nachbarorte sind Řemenov im Norden, Plevnice, Horní Strměchy, Střítež pod Křemešníkem und Volšička im Nordosten, Kamenicko und Proseč pod Křemešníkem im Osten, Zálesí im Südosten, Nemojov im Süden, Pavlov im Südwesten, Skrýšov im Westen sowie Pelhřimov im Nordwesten.

## Geschichte
Die erste urkundliche Erwähnung von Putymov erfolgte im Jahre 1379. Die Ansiedlung bestand aus 13 Hufen Land und 17 Gehöften. Seit dem Ende 14. Jahrhunderts gehörte Putimov zur dem Erzbistum Prag zugehörigen Herrschaft Řečice.
1830 wurde die Kapelle am Dorfplatz geweiht. Nach der Aufhebung der Patrimonialherrschaften entstand die Gemeinde Putimov mit den Ortsteilen Nemojov und Skrýšov. Das erste Schulhaus wurde 1856 eingeweiht. 1869 wurde Skrýšov zur selbständigen Gemeinde, und 1955 erfolgte die Ausgliederung von Nemojov.
1931 nahm die neue Schule, die bis in die 1970er Jahre bestand, den Unterricht auf. 1976 kam Proseč pod Křemešníkem als Ortsteil hinzu. 1980 wurde Putimov an Pelhřimov angegliedert. In Putimov wurde 1969 der Film „Smuteční slavnost“ nach dem Roman Eva Kantůrková gedreht, der erst nach der samtenen Revolution im Jahre 1989 aufgeführt werden konnte.

## Gemeindegliederung
Für die Gemeinde Putimov sind keine Ortsteile ausgewiesen.

## Sehenswürdigkeiten
- Kapelle der Hl. Dreifaltigkeit am Dorfplatz, geweiht 1830
- Křemešník mit Wallfahrtskirche, Kapelle, Aussichtsturm und Windschloss